# Hypodon
Hypodon – wyrostek pośrodku spodniej części nasale, występujący u larw chrząszczy z rodziny biegaczowatych.
Hypodon jest małym, ząbkowanym wyrostkiem, niekiedy widocznym patrząc od góry. Do reszty nasale przyczepiony może być ruchomo bądź nieruchomo. Pozbawiony jest narządu zmysłowego obecnego pierwotnie na ząbkach nasale. Prawdopodobnie stanowi szczątkową wersję wargi górnej, obejmującą najpewniej również przedustek.